# 李士英
李士英（1912年12月22日—2001年8月15日），原名时遇英，男，河南内黄人，中华人民共和国政治人物，曾任最高人民检察院副检察长。

## 生平

### 民国时期
李士英是河南省内黄县井店镇人。7岁时在本村小学学习，因家庭贫困，13岁时辍学，在井店镇一家布店做学徒。1927年在井店小学（担任校工，负责打钟等杂务）加入共青团。同年参加农民运动，同年秋加入中国共产主义青年团。井店镇1926年建立中共组织，当时先后参加革命后来成为中共高级干部的还有王从吾（后任中央监察委员会书记）、平杰三（后任中央统战部副部长）、喻屏（后任中华人民共和国最高人民检察院第一副检察长）等。因此，井店镇南北街在当地有“红色摇篮”之称。1929年转为中国共产党党员。历任中共清丰县委青年委员、共青团县委书记。以中山图书馆职员的身份作掩护，从事革命活动。后因遭人举报通缉。1930年春，转移到直南特委工作，任中共直南特委巡视员。1930年，由于遭人举报，北方局党组织连续遭敌破坏，中共中央为加强北方局的工作，陆续从全国各地调来一些干部充实力量。李士英就是在1930年秋从直南特委调任中共中央北方局做交通保卫工作，负责党在河北、山西、陕西、辽宁、黑龙江等几条线的联络工作，接待前来接头的同志，传递党的秘密文件和党内重要指示。为了适应需要，李士英等在天津日租界中原公司和天津法租界劝业场附近，分别以开设木器行和棉行作掩护，并在法国教堂附近的大吉里设了秘密联络点。由于工作出色，受到了北方局书记贺昌的表扬。还在北方局交通科长安子文领导下参加天津、北平两地的除奸工作，在天津法租界一家旅馆里诱伏除掉投奔天津警察局担任秘密侦缉员的河北区地下党组织负责人李纯。1930年底被选派到上海中共中央特科培训，后留中央特科第三科（行动科）工作，从事保卫党中央机关和中央领导人安全的工作。1931年1月参加六届四中全会的会议保卫工作。1931年4月初，受中央特科派遣，到天津的北方局两次实施除奸行动。河北省委军委的薄一波同他们接头，介绍情况讲北方局已撤销，组建了河北省委，省委机关设在北平，这次的任务主要在北平。薄一波带李士英去北平，在河北省委安排下，4月中旬和下旬分别在颐和园西北的红山口山上和圆明园诱伏除掉2名叛徒。1931年4月下旬，中央特科负责人顾顺章在汉口被捕并投奔国民政府者。正在北平执行任务的李士英接到特科通知，火速赶回上海，在周恩来的指挥下，他与李克农、钱壮飞等人一起，保卫党中央机关安全转移。李士英担任中央特科三科的组长，1932年4月22日和5月16日，接连除掉淞沪警备司令部督察员兼行动组组长王斌、上海市警察局督察员兼情报组组长曹清澄两名投奔国民政府者。在杀死曹清澄时，李士英和行动小组的另外两名特科成员被法租界巡捕房抓捕。5月31日移送江苏省高等法院第三分院（“高三分院”，专责上海法租界的中国籍人犯的刑事案件）审理。法官认定为共产党执行革命法庭判决的报复杀人案，李士英等坚决否认参加共产党、策划实施杀人等行为。最后淞沪警备司令部督察员的叛徒杨凤歧到庭指认李士英等人是共产党员，在中央特科工作。但李士英仍坚不认供，咬定是为了生活替别人打架报私仇。高三分院于1933年1月17日以危害民国为目的组织团体预谋杀人罪，判处李士英、刘人奎死刑，李泽才有期徒刑19年。李士英等在党组织的领导下，进行合法斗争，按照民国法律，不服判决提起上诉。1935年2月22日高三分院重审维持原判。李士英等再次上诉最高法院。由于当时上海抗日救国运动日益高涨，要求停止内战，释放政治犯，一致抗日，1936年7月13日，最高法院作出终审裁决，李士英改判无期徒刑，刘人奎、李泽才改判有期徒刑10年和12年。。此后，李士英等3人即被从“高三分院”看守所转到马斯南路上海法租界第二特区监狱政治犯监区关押。当时有4个监房的政治犯20多人，包括刘田夫、李一平、熊瑾玎等共产党员。熊瑾汀的妻子朱端绶和其妹朱慧，受党组织的委派经常到监狱探望，转达党组织的指示并送日用品给李士英等人。遵照党的指示，狱中成立了党小组，推选曾在大学教世界语的陈俊卿教授任小组长。在党小组的领导下，有理有节开展改善监禁生活和文化活动的绝食和闹监活动，由于李士英是已判无期徒刑而无刑可加，就被罚戴特重手铐脚镣并单独囚禁，在手脚上终身留下了斑斑伤痕。1936年，国民政府司法行政部在北新泾附近建造了直辖第二监狱，李士英、刘人奎、李泽才等同案犯和“高二、高三分院”其他“已决犯”均被转移到该处关押。
1937年淞沪战役中，第二监狱根据参战军队的要求，经司法行政部批准，将在监狱中服刑的在押犯押送到真如给参战军队当民夫，运送弹药到江湾、吴淞前线。8月18日早晨，前线遭到日机狂轰滥炸，民夫被炸身亡，幸存者全部逃散各奔东西。李士英在混乱中跑到市区，找到唐豪家，请唐豪帮助找党的组织。一天，李士英在路上碰到已在上海八路军办事处工作的中央特科成员吴成方，当即写了一封要求工作的信，请吴递交“八路军办事处”主任潘汉年。潘很快就让李士英去延安学习，写了介绍信，并安排了去延安沿途的接应关系。李经南京到达西安，找到西安八路军办事处，再由该处派人护送到了延安。1937年11月到达延安进中央党校和中央情报保卫训练班学习。1938年2月训练班第一期结业后，分配到中央敌区工作委员会工作。随即被派到陕北公学旬邑分校政治部，化名李克文，任学生总会指导员，负责接收从沦陷区和国统区投奔延安的青年学生和知识分子。。李士英积极宣传毛泽东的的抗日统一战线主张，在分校墙报上写文章批驳“一切经过统一战线”、“一切服从统一战线”的观点，引起了一场风波。分校有的教员讲课时指名批评李士英，并扣上机会主义的帽子。分校有的领导也在会上对李士英责难，要李作检讨。李士英坚持自己的意见。1939年在在中社部负责协助陈刚主管干部工作。1939年8、9月间，他受中央委派，护送周恩来去苏联治病，1939年9月5日周恩来从乌鲁木齐飞往阿拉木图，同行的还有：邓颖超、陈昌浩带着儿子、李德利（李士英）工作人员、孙维世（沈伟师）周恩来组织的工作人员、贺子珍（王美友）毛泽东的妻子和儿子、宋庆光（苏静冠）军医院首长、李德，总共八个成年人和四个小孩。留在莫斯科共产国际开办的中国党校学习、治病。该校设军事、政治两个班。李士英在政治班学习，同班的有蔡畅、贺子珍、李握如、方志纯、杨子华等；在军事班学习的有刘亚楼、钟赤兵、谭家述、李天佑、卢冬生等。1941年，苏德战争开始，中国党校解散。李士英和李天佑、卢冬生等10余人途经外蒙古回国，但由于日军封锁，无法通过，在乌兰巴托滞留年余，靠养兔维持生计。1943年8月，他和李天佑2人聘请1位向导，扮成蒙古商人，每人备了三头骆驼，驮上皮货、食品和水，穿越中蒙边境的戈壁沙漠，至宁夏省阿拉善旗首府定远营，卖掉骆驼、皮货，换上了汉人服装，花钱买了通行证，离开了定远营，走到中卫县黄河渡口又被拦住，几次尝试都未能过去。在黄河边一个集镇，李士英遇到一位警察，听口音像河南浚县人，李士英就说自己是浚县邻县的滑县人，在此地做买卖亏了本，要赶回老家去，但过不了河。这个警察信以为真，找来一名船工划一个羊皮筏子把李士英、李天佑渡过黄河。再向前就是严密围困封锁陕甘宁边区的胡宗南嫡系部队，还是过不去。二人只好绕道甘肃平凉，10月14日到西安找到了八路军驻西安办事处住下来。又等了半年，直到1944年春，八路军驻重庆办事处的人持特别通行证乘车经西安赴延安，李士英、李天佑一道离开西安，终于在1944年3月28日回到延安，向党中央汇报了苏联的情况和回国经过，受到中央的高度赞扬。李士英任中央社会部西北公学学委会（即甄别委员会、校务委员会）专职委员，是三位领导人之一，实际主持甄别平反工作。当时，任中共中央总学习委员会副主任的康生组织“抢救失足者运动”发生了严重的逼供信错误，党中央正着手纠正，逐案甄别，李士英执行毛泽东的“九条方针”，实事求是，历时一年多，圆满完成了这项工作。1945年4月至6月，作为华中代表团成员出席中国共产党第七次全国代表大会。
1945年日本投降后，中共中央派李士英去蒙古人民共和国执行任务。李士英于8月18日带领报务员李克融等3人从延安出发，10月到达晋察冀边区首府张家口，经过锡察草原，11月抵达乌兰巴托。在乌兰巴托住了二、三个月，因对方态度冷淡，没有达到预期的目的。李士英遵照中央指示，妥善处置后，于1946年春回到延安，向毛泽东、刘少奇、任弼时等中央领导同志作了详细汇报。1946年，谭震林从华中到延安，要求党中央派一位负责同志去华中主持公安保卫工作，中央根据谭震林的要求，决定派李士英去华中局社会部工作。当时华中地区的军事形势阎军、公安保卫工作面临的环境很复杂，任务很艰巨，工作中还发生了某些偏差，此去任重道远。李士英随谭震林离开延安，赴苏皖边区，1946年3月任中共中央华中局社会部（谭震林兼任部长）副部长、1946年9月任苏皖边区临时行政委员会公安总局（局长龙潜，另一副局长黄赤波）副局长兼淮阴城防卫戍司令部副司令。1947年初随华中分局北撤山东，任华东局社会部（舒同兼任部长，副部长还有梁国斌主持日常工作、扬帆）副部长。1947年4月，华野决定由谭震林率领华野七纵待机南下，重返华中敌后；华东局决定李士英带领部分公安武装跟随七纵返回华中敌后工作。李士英带几名山东公安总局干部和一个排的公安武装随七纵南下至宿北的潼阳、新安镇一带活动，待机南下。1947年5月中旬华野发动孟良崮战役歼灭王牌整编第74师。华野指示原定穿插敌后的华野七纵停止南下。1947年7月初，李士英奉华东局社会部电令率小分队返回华东局社会部所在地沂蒙山区任兰村。1947年8月梁国斌去大连治病，华东局社会部由李士英主持日常工作。1947年冬，率领部分公安干部到农村参加土地改革。1948年6月，华东局决定由赵毓华（任地委书记）、王众音、赵笃生、李士英、刘宿贤组成中共昌潍地委；华东局和华东军区决定成立昌潍特区保安司令部，任命李士英为司令员兼政委，山东省公安总局副局长李丰平为副司令员，刘德胜为参谋长。司令部机关设军法处、供给处、卫生处和参一科、参二科、参四科。有胶东、渤海、鲁中等军区的3个团零5个连武装划归昌潍保安司令部指挥。昌潍保安司令部肩负着军事、公安双重任务，在3个月内，基本上肃清了大股匪特。1948年7月，李士英出任山东省公安总局局长；山东省公安总局以昌潍特区保安司令部为基础，建立了省局机构。1948年9月24日济南战役结束后，同月至1949年6月，任中共济南特别市委员会常务委员、社会部长、公安局局长。9月23日带领600余名公安干部率先进入济南市区，接收山东省会警察局。3月至6月，兼任中共山东分局社会部部长。3月至9月，兼任山东省人民政府委员。4月至9月，兼任山东省人民政府公安厅厅长。
1949年5月25日，上海战役结束后，任中共上海市委委员、上海市军事管制委员会委员、军管会公安部副部长、上海市公安局局长，上海市政府党组成员。

### 共和国时期
1950年1月，任华东军政委员会委员。
1950年3月17日任华东公安部首任部长。1950年11月至1952年6月兼华东军区公安部队兼淞沪警备司令部政治委员、党委第一书记。1950年2月兼任最高人民检察署检察委员会委员。
1951年11月调山东工作，任中共中央山东分局委员、政法委员会主任、社会部部长。1951年12月任任华东公安部副部长、山东省公安厅厅长。1953年1月至1954年8月，兼任山东省人民政府总党组副书记。1953年12月兼任中共山东省纪律检查委员会第二书记，省人民政府副主席。1954年8月在中共山东省第一次党员代表大会及全委会上被选为省委委员、常委、副书记。
1955年4月至1956年9月，任中央监察委员会委员。1955年6月14日中共中央政治局决定，任最高人民检察院党组成员，提请全国人大常委会任命副检察长。8月26日第一届全国人民代表大会常务委员会第20次会议上任命为最高人民检察院副检察长。。中共八大代表。1956年11月至1962年9月，任中央监察委员会候补委员。1958年抵制推广“二十无”等“左”的口号和做法，在高检院反“右倾”斗争中受到错误批判。
1960年调江苏省委工作。1961年3月任江苏省副省长。1961年9月至1967年1月，任中共江苏省委书记处书记、常务副省长，江苏省人民委员会党组副书记（1961年11月起）。在惠浴宇省长病休期间，主持全面工作，直至“文化大革命”。1966年5月后，任中央监察委员会委员。
文化大革命中受冲击。1968年3月，中央文革小组将上海市公安局首任局长李士英列为（曾在上海）“搜集江青同志黑材料的所谓‘反革命黑调查案’”重点对象，与江苏省公安厅厅长洪沛霖一起，被中央专案审查小组“二办”（后为“三办”）用飞机夜航秘密押往北京，进行“专案审查”，被“监护”在原北京市交通干校内，由北京卫戍区部队看管。李士英被多次提审，审讯的问题涉及面很大，时间跨度也很长。在长达六年的“监护”期间，遭受了严重迫害，长期身陷囹圄，营养不良，早年坐国民党监牢时留下的的腿伤和肝病复发，但得不到应有治疗。李士英回忆：“被关押期间的伙食很差，缺油少盐。管理人员态度十分粗暴，我们对待国民党战俘也不是这个样子。”为防止被关押人员相互接触，被“监护”人员都是单独关押，连放风、上厕所也都是轮流错开。1974年夏，周恩来作了“没有问题，解除监护”的批示，李士英获释，居江苏省人民医院一独门小院住院治病，仍被“隔离”。1977年回到北京，暂住在万寿路中央组织部招待所一套两居室里等待组织结论。1978年10月中央专案审查小组关于李士英的复查结论，得到平反。1978年11月，经中共中央批准，最高人民检察院恢复重建，李士英再度被中央任命为最高人民检察院副检察长、党组成员。1978年12月26日，第五届全国人大常委会第五次会议任命李士英为最高人民检察院副检察长。1978年12月至1982年9月，任中共中央纪律检查委员会常务委员。1979年7月作为“两案”审理领导小组成员，参加审查林彪、江青反革命集团案。1982年5月，李士英担任最高人民检察院常务副检察长。1983年9月，第六届全国人大常务委员会第二次会议任命李士英为最高人民检察院顾问，免去最高人民检察院副检察长职务，退居二线。
任国家安全部特约顾问。1985年7月，最高人民检察院组织编写《当代中国的检察制度》一书，李士英担任了主编，多次主持召开了编写会议，审阅书稿，对一些重大问题坚持原则，严格把关，同时阐述了不少意见；1988年12月，《当代中国的检察制度》一书由中国社会科学出版社出版。1988年4月，李士英在上海参加了华东社会部历史资料撰写审稿会。1988年10月，李士英参加高检院梁国庆副检察长主持的《检察官法》（草稿）讨论会，担任《检察官法》起草小组顾问。1988年11月，高检院成立了咨询委员会，李士英担任高检院咨询委员会主任。1993年正式离休。
2001年8月15日，因病在北京逝世，享年89岁。

## 家人
- 妻子王云：1938年在陕北公学旬邑分校相识，1939年8月结婚。王云长期从事妇女工作，副省部级离休干部。
- 李延华
- 李小鲁
- 儿子李光华
- 四女李延晖
- 李晓英